# Nínox rogenc
El nínox rogenc (Ninox rufa) és una espècie d'ocell de la família dels estrígids (Strigidae). Habita zones boscoses de Nova Guinea i algunes illes properes i també localment Austràlia septentrional. El seu estat de conservació es considera de risc mínim.